# Shūkan Shōnen Magazine
Shūkan Shōnen Magazine (週刊少年マガジン Shūkan Shōnen Magajin?, lit. Revista Juvenil Semanal) es una revista semanal japonesa, siendo una de las revistas de manga más leídas de Japón. Esta revista se vende a razón de unos 4 millones de ejemplares cada semana, solo por detrás de la Shūkan Shōnen Jump en el mercado de las revistas de manga.

## Historia
Publicada por Kodansha, publicado por primera vez el 17 de marzo de 1959. Inicialmente el precio de fue 40¥ en venta el jueves. En ella se han publicado originalmente muchas obras que posteriormente tuvieron mucho éxito en el formato tankōbon (tomos de 200 páginas). Está orientada a los hombres adolescentes (shōnen).
El 20 de mayo de 2002, tuvo un escandaloso incidente que sub-editor es arrestado por posesión de cannabis. "Magazine" paso en tiempos de debilidad un desplome en el número de copias en el último año, agosto habría ocupado nuevamente los primeros puestos a "Jump". En julio de 2004 costaba 240 yenes, y tenía unas 400 o 500 páginas.
En 2007 la circulación es menos de 200 millones de copias. En el año 2008 para llevar a cabo una variedad de la planificación con un 50 aniversario conmemorativo, mostró la colaboración inusual en cooperación con "Shūkan Shōnen Sunday" de la revista rival.
Actualmente a pesar de algunas inusuales políticas de censura (hasta hace poco, era una de las pocas revistas shōnen en prohibir la representación de los pezones femeninos), se ha leído principalmente por un público de más edad, con una gran parte de sus lectores estando bajo la escuela secundaria o la universidad masculina demográfica estudiantil. Alrededor de este tiempo una nueva serie de dibujos animados de deportes tranquilas de género es un gran variedad.

## Series actualmente en publicación
Estas son las series que se encuentran actualmente en publicación en la revista. 
Ahiru no Sora se encuentra en pausa.
| Título | Mangaka                            | Fecha de debut     |
| --- | ---------------------------------- | ------------------ |
| Ahiru no Sora (あひるの空?) | Takeshi Hinata                     | Diciembre de 2003  |
| Akabane Honeko no Bodyguard (赤羽骨子のボディガード?)                                                                             | Masamitsu Nigatsu                  | Septiembre de 2022 |
| Amagami-san Chi no Enmusubi (甘神さんちの縁結び?)                                                                                 | Naito Marcey                       | Abril 2021         |
| Ao no Miburo (青のミブロ?) | Tsuyoshi Yasuda                    | Octubre 2021       |
| Atwight Game (アトワイトゲーム?)                                                                                                  | Naoshi Arakawa                     | Septiembre de 2022 |
| Bakemonogatari (化物語?) | Nisio Isin, Oh! great              | marzo de 2018      |
| Blue Lock (ブルーロック?) | Muneyuki Kaneshiro & Yūsuke Nomura | agosto de 2018     |
| Dead Account (デッドアカウント?)                                                                                                  | Shizumu Watanabe                   | enero de 2023      |
| Edens Zero (エデンズゼロ?) | Hiro Mashima                       | junio de 2018      |
| Fumetsu no Anata e (不滅のあなたへ?)                                                                                              | Yoshitoki Ōima                     | noviembre de 2016  |
| Gachiakuta (ガチアクタ?) | Kei Urana                          | Febrero de 2022    |
| Hajime no Ippo (はじめの一歩?) | George Morikawa                    | octubre de 1989    |
| Hinata-san, Hoshino desu. (日向さん、星野です。?)                                                                                 | Uoyama                             | Agosto de 2022     |
| Kakkō no Iinazuke (カッコウの許嫁?)                                                                                               | Miki Yoshikawa                     | Enero 2020         |
| Kanan-sama wa Akuma de Choroi (カナン様はあくまでチョロい?)                                                                       | nonco                              | Junio de 2022      |
| Kanojo mo Kanojo (カノジョも彼女?)                                                                                                | Hiroyuki                           | Marzo 2020         |
| Kanojo, Okarishimasu (彼女、お借りします?)                                                                                        | Reiji Miyajima                     | julio de 2017      |
| Kiraboshi Ojō-sama no Kyūkon (きらぼしお嬢様の求婚?)                                                                              | Hideki                             | noviembre de 2022  |
| Kitazawa-kun wa A-Class (北沢くんはAクラス?)                                                                                      | Tsukasa Monma, Tanuki Yumeno       | noviembre de 2022  |
| Kuroiwa Medaka ni Watashi no Kawaii ga Tsūjinai (黒岩メダカに私の可愛いが通じない?)                                               | Ran Kuze                           | Mayo 2021          |
| Megami no Cafe Terrace (女神のカフェテラス?)                                                                                      | Kōji Seo                           | Febrero de 2021    |
| Mokushiroku no Yonkishi (黙示録の四騎士?)                                                                                         | Nakaba Suzuki                      | Enero de 2021      |
| Seitokai ni mo Ana wa Aru! (生徒会にも穴はある!?)                                                                                 | Muchimaro                          | Abril de 2022      |
| Sentai Daishikkaku (戦隊大失格?)                                                                                                  | Negi Haruba                        | Febrero de 2021    |
| Shangri-La Frontier: Kusoge Hunter, Kamige ni Idoman to su (シャングリラ・フロンティア ～クソゲーハンター、神ゲーに挑まんとす～?) | Katarina, Ryōsuke Fuji             | Julio 2020         |
| Soredemo Ayumu wa Yosetekuru (それでも歩は寄せてくる?)                                                                            | Soichiro Yamamoto                  | marzo de 2019      |
| Yowayowa-sensei (よわよわ先生?)                                                                                                   | Kamio Fukuchi                      | noviembre de 2022  |

## Series publicadas destacadas
- En negrita las obras más populares

### Años 1950
- GeGeGe no Kitaro (1959-1969, Shigeru Mizuki)

### Años 1960
- Chikai no Makyū (1961-1962, Tetsuya Chiba, Kazuya Fukumoto)
- Eightman (1963–1966, Kazumasa Hirai, Jiro Kuwata)
- Daisuke-chan (1963–1967, Yoshio Surugu)
- Shiden-kai no Taka (1963–1965, Tetsuya Chiba)
- W3 (1965) *Sólo seis episodios. Shōnen Magazine fue aislado con Osamu Tezuka hace unos diez añosdebido a este trabajo.
- Haris no Kaze (1965-1967, Tetsuya Chiba)
- Cyborg 009 (1966, Shotaro Ishinomori) *Sólo 2 episodios
- Kyojin no Hoshi (1966–1971, Ikki Kajiwara, Noboru Kawasaki)
- Makaroni Boy (1966–1969, Yoshio Surugu)
- Tensai Bakabon (1967–1976, Fujio Akatsuka)
- Ashita no Joe (1968–1973, Asao Takamori, Tetsuya Chiba)

### Años 1970
- Skull Man (1970, Shotaro Ishinomori)
- Kamen Rider (1971, Shotaro Ishinomori)
- Karate Baka Ichidai (1971–1977, Ikki Kajiwara, Jiro Tsunoda, Jouya Kagemaru)
- Tiger Mask (1971, Ikki Kajiwara, Naoki Tsuji)
- Ai to Makoto (1972-1976, Ikki Kajiwara, Takumi Nagayasu)
- Devilman (1972–1973, Go Nagai)
- Nonsense No.13 (1972–1975, Yoshio Surugu) *Publicado originalmente en Bessatsu Shōnen Magazine
- Yakyū-kyō no Uta (1972-1976, Shinji Mizushima)
- Tsurikiti Sanpei (1973–1983, Takao Yaguchi)
- Violence Jack (1973–1974, Go Nagai)
- Iyahaya Nantomo (1974-1976, Go Nagai)
- The Three-Eyed One (1974–1978, Osamu Tezuka)
- Shutendoji (1976-1978, Go Nagai)
- Shōnen Jidai (1978–1979, Fujiko Fujio A.)
- Susano Oh (1979-1981, Go Nagai)

### Años 1980
- The Kabocha Wine (1981-1984, Mitsuru Miura)

- Ashita Tenki ni Naare (1981-1991, Tetsuya Chiba)
- Bats & Terry (1982-1987, Yasuichi Oshima)
- Kōtarō Makaritōru! (1982–2001, Tatsuya Hiruta) *El título fue cambiado a Shin en 1995.
- Bari Bari Densetsu (1983–1991, Shuichi Shigeno)
- Iron Muscle (1983-????, Go Nagai)
- Parotto Ikka (1983–1986, Yoshio Surugu) *Originalmente y también serializado en Bessatsu Shōnen Magazine
- Ekushisu (1984-????, Takatoshi Yamada)
- Mister Ajikko (1986–1989, Daisuke Terasawa)
- Break Shot (1987-1990, Takeshi Maekawa)
- Meimon! Daisan-yakyūbu (1987–1993)
- Doctor K (1988-????, Kazuo Mafune)
- Hajime no Ippo (1988-presente, George Morikawa)

### Años 1990
- Captain Kid (1990-????, Uno Hiroshi)
- Chameleon (1990-1999, Atsushi Kase)
- Shonan Junai Gumi (1990–1996, Tohru Fujisawa)
- Aoki Densetsu Shoot! (1990-2003, Tsukasa Ōshima)
- Boys Be... (1991–2001, Masahiro Itabashi, Hiroyuki Tamakoshi)
- Kindaichi Case Files (1992–2000, Yōzaburō Kanari, Tadashi Agi, Fumiya Satō)
- A.I. Love You (1993–1998, Ken Akamatsu)
- Gyagu Waarudo 1990 (1993–1995, Yoshio Surugu)
- J-Dream (1993-????, Natsuko Heiuchi)
- Harlem Beat (1994-2000, Yuriko Nishiyama)
- Maya (1994-????, Motoshima Yukihisa)
- Chūka Ichiban! (1995-1999, Etsushi Ogawa) *se trasladó a Magazine Special y volvió a la Shōnen Magazine
- Henachoko Daisakusen Z (1995-????, Hideo Nishimoto)
- DESPERADO (1996-????, Daiji Matsumoto)
- Psychometrer Eiji (1996-2000, Tadashi Agi, Masashi Asaki)
- Bad Company (1997, Tooru Fujisawa)
- Chūka Ichiban (1997–1999, Etsushi Ogawa) *se trasladó a Magazine Special y volvió a la Shōnen Magazine
- Gachinko! (1997-????, Tetsuo Yamashita)
- Great Teacher Onizuka (1997–2002, Tōru Fujisawa)
- Legendary Gambler Tetsuya (1997-2004, Fūmei Sai, Yasushi Hoshino)
- Love Hina (1998–2001, Ken Akamatsu)
- Rave Master (1999–2005, Hiro Mashima)
- GetBackers (1999–2007, Tadashi Agi, Rando Ayamine)
- Samurai Deeper Kyo (1999–2006, Akimine Kamijyo)

### Años 2000
- Sakigake!! Cromartie High School (2000–2004)
- Tantei Gakuen Q (2001-2005, Fumiya Satou & Seimaru Amagi)
- Assobot Senki Goku (2001-2002, Jōji Arimori, Romu Aoi)
- School Rumble (2002-2008, Jin Kobayashi)
- Air Gear (2002-2012, Ito Ōgure [Oh! Great])
- Tsubasa: RESERVoir CHRoNiCLE (2003-2009, CLAMP)
- Negima! Magister Negi Magi (2003-2012, Ken Akamatsu)
- Ahiru no Sora (2003-Actualidad, Takeshi Hinata)
- Suzuka (2004–2007, Kouji Seo)
- Vinland Saga (2005-Actualidad, Makoto Yukimura) ( Transferido a la Gekkan Afternoon )
- Sayonara, Zetsubou-Sensei (2005-2012, Kouji Kumeta)
- Over Drive (2005-2008, Tsuyoshi Yasuda)
- Kenkō Zenrakei Suieibu Umishō (2005-2008, Mitsuru Hattori)
- Fairy Tail (2006-2017, Hiro Mashima)
- Area no Kishi (2006-2017, Kaya Tsukiyama & Hiroaki Igano)
- Daiya no Ace (2006-2015, Yūji Terajima)
- Flunk Punk Rumble (2006-2011, Miki Yoshikawa)
- Hammer Session! (2006-2009, Namoshiro Tanahashi, Yamato Koganemaru)
- Shibatora (2007-2009, Yuuma Ando & Masashi Asaki)
- Bloody Monday (2007–2009, Ryō Ryūmon, Kouji Megumi)
- Tobaku Haōden Zero (2007-2009, Nobuyuki Fukumoto)
- Baby Steps (2007-2019, Hikaru Katsuki)
- Kimi no Iru Machi (2008-2014, Kōji Seo)
- Cøde:Breaker (2008-2013, Akimine Kamijyo)
- Seitokai Yakuindomo (2008-2021, Tozen Ujiie)
- Cage of Eden (2008-2013, Yoshinobu Yamada)
- Muromi-san (2009-2014, Keiji Najima)
- GE - Good Ending (2009-2013, Sasuga Kei)

### Años 2010
- Again!! (2011-2014, Mitsurou Kubo)
- Tsurezure Children (2012-2018, Toshiya Wakabayashi)
- Yamada-kun to 7-nin no Majo (2012-2017, Miki Yoshikawa)
- Nanatsu no Taizai (2012-2020, Nakaba Suzuki)
- UQ Holder! (2013-2022, Ken Akamatsu) (Transferido a la Bessatsu Shōnen Magazine)
- Days (2013-2021, Tsuyoshi Yasuda)
- Koe no Katachi (2013-2014, Yoshitoki Ohima)
- Domestic na Kanojo (2014-2020, Sasuga Kei)
- Fuuka (2014-2018, Kouji Seo)
- Daiya no Ace Act II (2015-2022, Yūji Terajima)
- Fire Force (2015-2022, Atsushi Ōkubo)
- Senryū Shōjo (2016-2020, Masakuni Igarashi)
- Fumetsu no Anata e (2016-Actualidad, Yoshitoki Ōima)
- Tokyo Revengers (2017-2022, Ken Wakui)
- Runway de Waratte (2017-2021, Kotoba Inoya)
- Go-Tōbun no Hanayome (2017-2020, Negi Haruba)
- Kanojo, Okarishimasu (2017-Actualidad, Reiji Miyajima)
- Orient (manga) (2018-Actualidad, Shinobu Ohtaka) (Transferido a la Bessatsu Shōnen Magazine)
- Edens Zero (2018-Actualidad, Hiro Mashima)
- Fairy Tail 100 Years Quest (2018-Actualidad, Hiro Mashima & Atsuo Ueda)
- Blue Lock (2018-Actualidad, Muneyuki Kaneshiro & Yuusuke Nomura)
- Bakemonogatari (2018-2023, Nisio Isin & Oh! Great)
- Soredemo Ayumu wa Yosetekuru (2019-2024, Sōichirō Yamamoto)

### Años 2020
- A Couple of Cuckoo's (2020-Actualidad, Miki Yoshikawa)
- Kanojo mo Kanojo (2020-Actualidad, Hiroyuki)
- Shangri-La Frontier (2020-Actualidad, Katarina & Ryōsuke Fuji)
- Mokushiroku no Yonkishi (2021-Actualidad, Nakaba Suzuki)
- Megami no Cafe Terrace  (2021-Actualidad, Kōji Seo)
- Sentai Daishikkaku (2021-Actualidad, Negi Haruba)
- Amagami-san Chi no Enmusubi (2021-Actualidad, Naito Marcey)

## Recepción
Shūkan Shōnen Magazine logró el éxito en la década de 1970 y, posteriormente, tuvo un aumento de las ventas. Como resultado se convirtió en la revista manga más vendida en Japón de su período, apareciendo popular entre muchos otakus. Su primera edición de 1959 logró un total de 205.000 ejemplares
Pero la posición más tarde fue ocupado por la Weekly Shonen Jump, cuando este competidor nació en 1968, golpeando a Shōnen Magazine de la primera posición. Shonen Jump ahora había comenzado a circular y dominar el mercado de las revistas de manga.
Esto comenzó a partir de la década de 1970 y continuó durante la década de 1990, en gran parte debido a Akira Toriyama con el exitoso manga, Dragon Ball. A mediados de la década de 1990, Shonen Jump sufrió la pérdida de Dragon Ball, ya que la franquicia había llegado a su fin en 1996, y por lo tanto perdido gran parte de sus lectores. A pesar de esto las ventas fueron de 4,36 millones de ejemplares para 1995. 
Shōnen Magazine ahora había hecho una reaparición en octubre de 1997, recuperando su posición original como la revista de manga más vendido de su día hasta que esto fue negociado en 2002. Para enero-junio de 2008 tuvo ventas de 1.755.000 ejemplares vendidos; en 2010 con 1.571.231 de ejemplares; en 2012 con 1.447.500; en 2014 con 1,277,500 de ejemplares.
En la actualidad, las dos revistas han competido de cerca en términos de circulación del mercado. Las ventas de las dos revistas ahora quedan muy cerca. La circulación ha caído por debajo de los dos millones. Específicamente en 2015 que los ejemplares vendidos fueron 1,156,059 
En un raro evento debido a la cercanía de las fechas de fundación de los dos de la revista Weekly Shonen Magazine y la Weekly Shonen Sunday dio a conocer un tema combinado especial el 19 de marzo de 2008. Además, otros eventos conmemorativos, mercancías, y del manga cruces fueron planeados para el año siguiente, como parte de las celebraciones.